# 保護基
有機合成において、反応性の高い官能基をその後の反応に於いて不活性な官能基に変換しておくことを「保護」といい、その官能基を保護基（ほごき）と言う。また、保護した官能基は必要な反応が終了した後、適当な反応を行うことで保護をはずす。このことを脱保護という。様々な条件で外れる保護基が開発されており、複雑な化合物の合成では保護基の選択や脱保護の順序などの戦略が成否を分けることも多い。また、保護を施すことで分子全体の反応性が変わることもある。

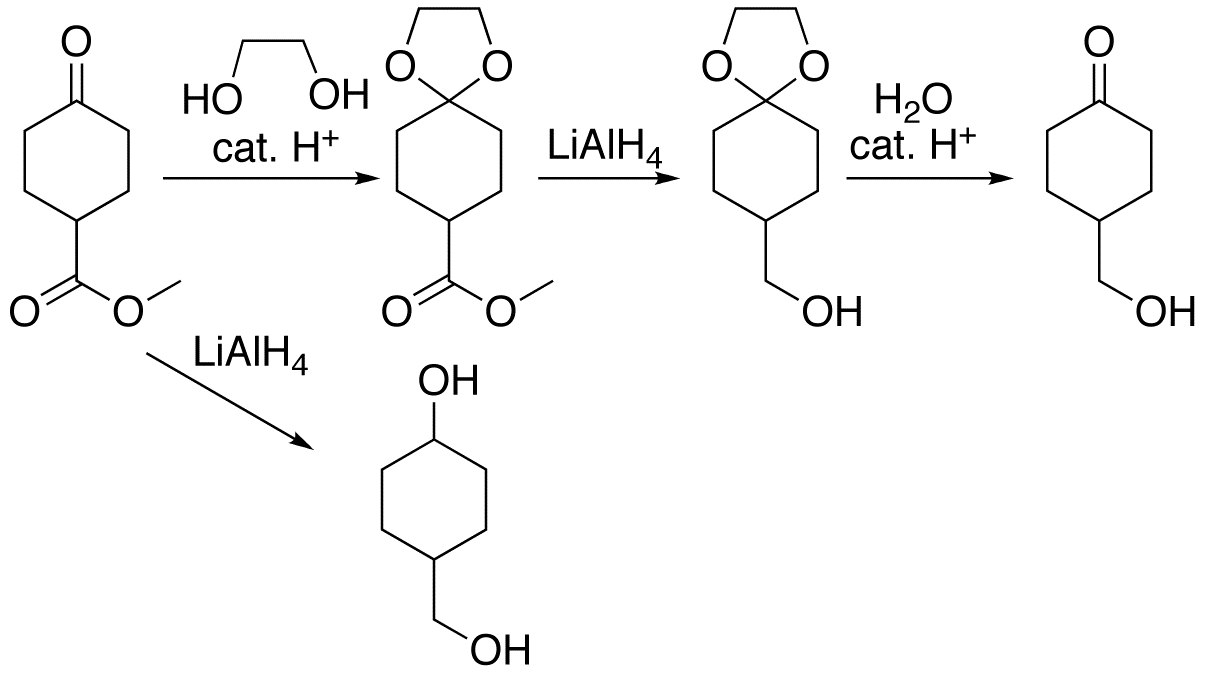
エステルの還元の間のケトン基のアセタール保護

例えば、アルデヒドは求核付加反応に対して活性であるが、アルデヒドをアセタールにすることで保護し求核付加反応に対して不活性とすることができる。また、アセタールは酸性条件下で水との反応により脱保護され、元のアルデヒドへと戻すことができる。

## ヒドロキシ基の保護基
- エーテル系

1. メチル基 – Meと略される。多くはフェノール性ヒドロキシ基の保護基として用いられる。三臭化ホウ素などの強いルイス酸によって脱保護させる。
2. ベンジル基 – Bn または Bzl と略されることが多い。パラジウムを触媒とした水素添加反応、バーチ還元などで脱離できる。
3. p-メトキシベンジル基 – PMBあるいはMPMと略される。ベンジル基と同様な条件の他、2,3-ジシアノ-5,6-ジクロロ-p-ベンゾキノン (DDQ) や硝酸セリウムアンモニウム (CAN) などによる酸化条件でも脱保護が可能である。
4. tert-ブチル基 – トリフルオロ酢酸や、4mol/L 塩酸-酢酸エチル溶液などの強酸性条件下脱保護することができる。

- アセタール系

メトキシメチル基 (MOM)、2-テトラヒドロピラニル基 (THP)、エトキシエチル基 (EE)など。いずれも酸性条件下水との反応で除去する。酸に対する感受性は保護基によって差があるため、うまく選択することによって掛け分け・外し分けが可能である。
- アシル系

1. アセチル基 – Ac と略する。メタノール中炭酸カリウムによって脱保護できる。
2. ピバロイル基 – Piv と略する。アセチル基よりも強い塩基性条件で脱保護する。
3. ベンゾイル基 – Bz と略する。強塩基条件または強いヒドリド還元条件で脱保護する。

- シリルエーテル系

トリメチルシリル (TMS)、トリエチルシリル (TES)、tert-ブチルジメチルシリル（TBSまたはTBDMS）、トリイソプロピルシリル (TIPS)、tert-ブチルジフェニルシリル (TBDPS) などが用いられる。酸性条件またはフッ化物イオンを作用させることで脱保護できる。それぞれ脱保護条件に対する感受性が異なるので、条件により使い分ける。

## 1,2-ジオール、1,3-ジオールの保護基
- アセタール系

1. アセトニド – 最も一般的。酸処理にて脱離できる。
2. ベンジリデンアセタール – 接触還元、バーチ還元などで脱保護できる。

- 環状炭酸エステル

水酸化ナトリウムなどによる加水分解で脱保護できる。
- シリルエーテル系

ジ tert-ブチルシリレン、1,1,3,3-テトライソプロピルジシロキサンなど。酸性条件・フッ化物イオンの作用で脱離できる。

## カルボニル基（ケトン・アルデヒド）の保護基
多くの場合アセタールとして保護する。
1. ジメチルアセタール – メタノールと脱水条件下、酸触媒を作用させて保護を行う。水の存在下、酸性条件で脱離する。3mol/L 塩酸-THFなどの条件が用いられる。
2. 環状アセタール – エチレングリコール、1,3-プロパンジオールと酸性条件下脱水反応を行って保護を行う。同じく酸性条件で脱離するが、ジメチルアセタールより強い条件を必要とする。
3. ジチオアセタール – 水銀や銀などの塩を作用させて脱保護する。硫黄をスルホキシドに酸化することでも脱保護することができ、N-ブロモスクシンイミド、ビス（トリフルオロアセトキシ）ヨードベンゼンなどの試薬が用いられる。

## アミノ基の保護基
- カルバメート系

1. tert-ブトキシカルボニル基 – Boc と略する。トリフルオロ酢酸や4mol/L 塩酸-酢酸エチル溶液などの強酸性条件下脱保護することができる。
2. ベンジルオキシカルボニル基 – Z または Cbz と略する。パラジウムを触媒とした水素添加反応、バーチ還元などで脱離できる。
3. 9-フルオレニルメチルオキシカルボニル基 – Fmoc と略する。ピペリジンなどの二級アミンによって脱保護できる。
4. 2,2,2-トリクロロエトキシカルボニル基 – Troc と略する。亜鉛粉末-酢酸などを作用させることで脱保護できる。
5. アリルオキシカルボニル基 – Alloc と略する。パラジウム触媒存在下、アミンなどを加えて脱保護する。

- アミド系

強酸または強塩基を作用させ脱保護する。強い条件が必要となるためあまり用いられないが、トリフルオロアセチル基（CF3CO-)は比較的穏和な条件（水酸化ナトリウム水溶液など）で脱離が可能。
- イミド系

1. フタロイル基 – 略号 Pht。一級アミンに対してのみ用いられる。メチルアミンまたはヒドラジンを作用させることで脱保護できる。

- スルホンアミド系

1. p-トルエンスルホニル基 – トシル基とも。Ts または Tos と略される。酸性・塩基性・ヒドリド還元・接触還元などに対して安定。バーチ還元などで脱離できる。
2. 2-ニトロベンゼンスルホニル基 – 福山透らが開発した保護基。ノシル基と略される。略号 Ns。酸性・塩基性などに対して安定だが、塩基性条件下チオールを作用させることで容易に脱保護できる。Ns基で保護した一級アミンは穏和な条件下 N-アルキル化が行えるため、二級アミンの合成法として有用。

## カルボキシル基の保護基
多くの場合エステルの形で保護する。
1. メチル・エチルエステル – 水酸化ナトリウムなどの強塩基または塩酸など強酸中加熱するなどの条件で脱離する。メチル・エチル基で反応性に大きな差はない。
2. ベンジルエステル – Bn または Bzl と略する。エステルの加水分解条件で切断できる他、パラジウムを触媒とした水素添加反応、バーチ還元などで脱離できる。
3. tert-ブチルエステル – 塩基性加水分解の条件には抵抗するが、トリフルオロ酢酸や4mol/L 塩酸-酢酸エチル溶液などの強酸性条件下脱保護することができる。